# Нейссер, Альберт Людвиг
Альберт Людвиг Сигизмунд Нейссер (нем. Albert Ludwig Sigesmund Neisser; 22 января 1855, Швайдниц, ныне Польша — 30 июля 1916, Бреслау) — немецкий врач, который открыл возбудителя гонореи.

## Биография
Сын главного общественного врача Бреслау Морица Нейссера (1820—1896), еврейского происхождения и родом из Кетша, и Луизы Кремзер (1819—1855), которая умерла вскоре после рождения единственного ребёнка. Окончил начальную школу в Мюнстерберге и гимназию в Бреслау, начал изучать медицину в университете Бреслау, но потом переехал в Эрланген, завершив учёбу в 1877 году, после чего поступил в дерматологическую клинику Оскара Симона, сосредоточившись на лечении и изучении венерических заболеваний и проказы. В течение следующих двух лет он учился и получил экспериментальные свидетельства о возбудителе гонореи, Neisseria gonorrhoeae.
В 1879 году в ходе поездки в Норвегию к первооткрывателю возбудителя проказы Герхарду Хансену Нейссер получил от него образцы инфицированных тканей и успешно выделил патогенные бактерии, что не удавалось Хансену на протяжении многих лет.
В 1905 и 1906 годах работал на Яве с целью изучения возможностей передачи сифилиса от обезьяны к человеку. Позднее сотрудничал с Августом Вассерманом при разработке известных диагностических тестов для выявления сифилиса, а также в испытании средства от сифилиса, сальварсана, разработанного его школьным товарищем Паулем Эрлихом.
С 1882 г. экстраординарный, с 1907 ординарный профессор дерматологии и венерических болезней в Бреслау.

## Память
В честь Альберта Нейссера назван род бактерий Neisseria.